# Fory Etterle
Cristofor Etterle, cunoscut și sub numele de Fory Etterle (n. 24 mai 1908, Ploiești, România – d. 16 septembrie 1983, București, România) a fost un actor român de origine elvețiană. 
A urmat școala primară și Liceul „Sfinții Petru și Pavel”  din Ploiești pe care l-a absolvit în 1926. A oscilat între pasiunea pentru muzică (a luat lecții de pian, vioara și chitară), pasiunea pentru teatru și pasiunea pentru mare. În timp ce el dorea să devină ofițer de marină, părinții îl voiau avocat. În perioada 1926 - 1929 urmează, în paralel, cursurile Facultății de Drept și ale Conservatorului de Artă Dramatică din București. Conservatorul de artă dramatică l-a urmat la clasa Luciei Sturdza-Bulandra și a început să joace încă din anul I. A avut o remarcabilă și îndelungată activitate teatrală (Teatrul Municipal/Bulandra). Pe ecran a interpretat numeroase roluri de compoziție. Avea o voce frumoasă, călduroasă și cânta deseori în public sau pe platourile televiziunii, acompaniindu-se la chitară.  
A fost căsătorit cu balerina Marie-Jeanne Livezeanu. 

## Studii
- Facultatea de Drept București[2]
- Conservatorul de artă dramatică, București (1929)

## Filmografie
- Viața învinge (1951)
- Desfășurarea (1954)
- Răsare soarele (1954)
- Alarmă în munți (1955)
- Pasărea furtunii (1957)
- Telegrame (1960)
- Băieții noștri (1960)
- Darclée (1960)
- Portretul unui necunoscut (1960)
- Soldați fără uniformă (1960)
- Porto-Franco (1961)
- Lupeni '29 (1961)
- Celebrul 702 (1962)
- Tudor (1963)
- Străinul (1964)
- Neamul Șoimăreștilor (1965)
- Runda 6 (1965)
- Serbările galante (1965)
- De-aș fi... Harap Alb (1965)
- Haiducii (1966)
- Dacii (1967) - dublaj de voce
- Șeful sectorului suflete (1967)
- De trei ori București (1968) - segmentul „București”
- Aventurile lui Tom Sawyer (1968)
- Moartea lui Joe Indianul (1968)
- Bătălia pentru Roma (1968)
- Castelul condamnaților (1970)
- Mihai Viteazul (1971)
- Pentru că se iubesc (1971)
- Astă seară dansăm în familie (1972)
- Conspirația (1973)
- Departe de Tipperary (1973)
- Pistruiatul (1973)
- Un august în flăcări (1974) - serial TV
- Hyperion (1975)
- Concert din muzică de Bach (film TV, 1975)
- Trei zile și trei nopți (1976)
- Războiul Independenței (Serial TV) (1977)
- Muntele alb (1978)
- Între oglinzi paralele (1979)
- Lumini și umbre (Serial TV) (1979-1982) episodul 25, doctorul
- Detașamentul „Concordia” (1981)
- O scrisoare pierdută (spectacol TV, 1982) - Agamemnon Dandanache
- Pe malul stîng al Dunării albastre (1983)
- O lebădă iarna (1983)

## Premii și distincții
- Ordinul Muncii clasa a III-a (9 iunie 1954) „pentru merite deosebite în domeniul artei teatrale”[4]
- titlul de Artist emerit al Republicii Populare Romîne (3 noiembrie 1956) „pentru merite deosebite în activitatea artistică”[5]
- Ordinul Muncii clasa a II-a (25 decembrie 1957) „cu prilejul împlinirii a zece ani de activitate a Teatrului Municipal din București, pentru merite deosebite în activitatea artistică”[6]
- Ordinul Meritul Cultural clasa a II-a (6 noiembrie 1967) „pentru merite deosebite în domeniul artei dramatice”[7]
- ACIN 1973 (Conspirația, Departe de Tipperary).